# International Biometric Society
La International Biometric Society (IBS) (in francese: Société Internationale de Biométrie) è una società professionale e accademica internazionale che ha lo scopo di promuovere lo sviluppo e l'applicazione di teorie e metodi della statistica e della matematica nelle bioscienze.
È stata fondata il 6 settembre 1947 in occasione della prima conferenza internazionale di biometrica a Woods Hole, Massachusetts, USA. Il suo primo presidente è stato Ronald Fisher e il suo primo segretario Chester Ittner Bliss.
Le sue pubblicazioni sono
 la rivista Biometrics, il Journal of Agricultural, Biological, and Environmental Statistics (JABES), la newsletter quadrimestrale Biometric Bulletin Archiviato il 28 luglio 2011 in Internet Archive. e la rivista regionale Biometrical Journal, già Biometrische Zeitschrift. Sponsorizza la International Biometric Conference, che si tiene ogni due anni. La società è strutturata in gruppi regionali e nazionali, molti dei quali organizzano delle proprie conferenze.